# Зіткнення в аеропорту Гуанчжоу-Байюнь
Зіткнення в аеропорту Гуанчжоу — велика авіаційна катастрофа, що сталася у вівторок 2 жовтня 1990 року старому міжнародному аеропорту Гуанчжоу-Байюнь у Гуанчжоу (Китай). Викрадений терористом пасажирський авіалайнер Boeing 737—200 китайської авіакомпанії Xiamen Airlines (рейс MF8301 Сямень — Гуанчжоу) під час виконання аварійної посадки втратив керування внаслідок нападу на пілотів викрадача, який зрозумів, що літак приземлився не в тому аеропорту, де він вимагав. Викрадений літак врізався в пасажирський Boeing 757-21B китайської авіакомпанії China Southern Airlines (рейс CZ3523 Гуанчжоу — Шанхай), а також зачепив Boeing 707-3J6B китайської авіакомпанії China Southwest Airlines (рейс SZ4305 Ченду — Гуанчжоу), внаслідок чого 737-й та 757-й повністю зруйнувалися. У катастрофі загинули 128 осіб (82 на Boeing 737 та 46 на Boeing 757), включаючи викрадача, поранення отримали 53 особи (18 на Boeing 737, 34 на Boeing 757 та 1 на Boeing 707).
Загалом у катастрофі загинули 128 людей, що на момент подій робило її за кількістю жертв найбільшою авіакатастрофою в КНР (після катастроф під Гуйлінем у 1992 році та під Сіанем у 1994 році — третя) та найбільш смертоносним викраденням літака (до терактів 11 вересня 2001 року).
Це найбільш смертоносне викрадення літака у XX столітті, найбільша авіакатастрофа в КНР (на той момент) і перша катастрофа в історії літака Boeing 757.